# Winter World University Games 2025/Teilnehmer (Südkorea)
| Gelbes Symbol für Goldmedaillen mit stilisierten Olympischen Ringen | Graues Symbol für Silbermedaillen mit stilisierten Olympischen Ringen | Braundes Symbol für Bronzemedaillen mit stilisierten Olympischen Ringen |
| ------------------------------------------------------------------- | --------------------------------------------------------------------- | ----------------------------------------------------------------------- |
| 8                                                                   | 6                                                                     | 6                                                                       |

Südkorea nahm mit 79 Athleten (56 Männer und 23 Frauen) an den Winter World University Games 2025 in Turin teil.

## Medaillen

### Medaillenspiegel
| Rang   | Sportart     | Gold | Silber | Bronze | Gesamt |
| ------ | ------------ | ---- | ------ | ------ | ------ |
| 1      | Shorttrack   | 8    | 4      | 5      | 17     |
| 2      | Curling      | —    | 1      | —      | 1      |
| 2      | Snowboard    | —    | 1      | —      | 1      |
| 4      | Eiskunstlauf | —    | —      | 1      | 1      |
| Gesamt | Gesamt       | 8    | 6      | 6      | 20     |

### Medaillengewinner
| Name/n | Sportart     | Wettkampf             |
| --- | ------------ | --------------------- |
| Gold |              |                       |
| Kim Gil-li | Shorttrack   | 500 m                 |
| Kim Gil-li | Shorttrack   | 1000 m                |
| Kim Gil-li | Shorttrack   | 1500 m                |
| Kim Geon-hee Seo Whi-min Lee Ji-a Kim Eun-seo (Halbfinale) Kim Gil-li (Finale) | Shorttrack   | 3000 m Staffel        |
| Kim Tae-sung | Shorttrack   | 500 m                 |
| Kim Tae-sung | Shorttrack   | 1000 m                |
| Kim Tae-sung | Shorttrack   | 1500 m                |
| Kim Gil-li Kim Tae-sung Kim Geon-hee (Viertelfinale und Finale) Lee Dong-hyun (Viertelfinale und Finale) Bae Seo-chan (Viertel- und Halbfinale) Seo Whi-min (Viertel- und Halbfinale) | Shorttrack   | 2000 m Staffel        |
| Silber |              |                       |
| Kang Bo-bae Kim Min-seo Shim Yu-jeong Kim Ji-soo Jeong Jae-hee | Curling      | Frauen                |
| Ma Jun-ho | Snowboard    | Parallel-Riesenslalom |
| Bae Seo-chan | Shorttrack   | 1000 m                |
| Seo Whi-min | Shorttrack   | 1000 m                |
| Seo Whi-min | Shorttrack   | 1500 m                |
| Lee Dong-hyun | Shorttrack   | 1500 m                |
| Bronze |              |                       |
| Kim Geon-hee | Shorttrack   | 1500 m                |
| Seo Whi-min | Shorttrack   | 500 m                 |
| Lee Dong-hyun | Shorttrack   | 500 m                 |
| Lee Dong-hyun | Shorttrack   | 1000 m                |
| Bae Seo-chan | Shorttrack   | 1500 m                |
| Cha Jun-hwan | Eiskunstlauf | Einzel                |

## Teilnehmer nach Sportarten

### Biathlon
| Athleten                   | Wettbewerbe          | Zeit        | Fehler        | Rang |
| -------------------------- | -------------------- | ----------- | ------------- | ---- |
| Frauen                     |                      |             |               |      |
| Cheon Su-ji                | 7,5 km Sprint        | 30:47,4 min | 7 (3+4)       | 48   |
| Cheon Su-ji                | 10 km Verfolgung     | LAP         | LAP           | LAP  |
| Cheon Su-ji                | 12,5 km Einzel       | 48:30,7 min | 4 (2+0+1+1)   | 37   |
| Choi Soo-lyn               | 7,5 km Sprint        | 31:52,7 min | 6 (2+4)       | 50   |
| Choi Soo-lyn               | 10 km Verfolgung     | LAP         | LAP           | LAP  |
| Hong So-yeon               | 7,5 km Sprint        | 38:07,6 min | 7 (4+3)       | 51   |
| Hong So-yeon               | 10 km Verfolgung     | DNS         | DNS           | DNS  |
| Kim Seung-gyo              | 7,5 km Sprint        | 26:21,8 min | 2 (1+1)       | 29   |
| Kim Seung-gyo              | 10 km Verfolgung     | 46:45,1 min | 5 (0+2+1+2)   | 30   |
| Kim Seung-gyo              | 12,5 km Einzel       | 50:47,1 min | 11 (3+1+3+4)  | 44   |
| Männer                     |                      |             |               |      |
| Han Seong-hyeon            | 10 km Sprint         | 31:00,6 min | 5 (2+3)       | 45   |
| Han Seong-hyeon            | 12,5 km Verfolgung   | LAP         | LAP           | LAP  |
| Han Seong-hyeon            | 15 km Einzel         | 50:56,2 min | 7 (1+4+2+0)   | 40   |
| Jeon Chan-yu               | 10 km Sprint         | 31:20,6 min | 5 (2+3)       | 46   |
| Jeon Chan-yu               | 12,5 km Verfolgung   | DNS         | DNS           | DNS  |
| Jeon Chan-yu               | 15 km Einzel         | 56:55,5 min | 12 (2+4+3+3)  | 47   |
| Jeong Se-yeong             | 10 km Sprint         | 27:43,8 min | 4 (2+2)       | 35   |
| Jeong Se-yeong             | 12,5 km Verfolgung   | 46:49,6 min | 5 (1+1+2+1)   | 25   |
| Jeong Se-yeong             | 15 km Massenstart    | LAP         | LAP           | LAP  |
| Jeong Se-yeong             | 15 km Einzel         | 48:41,7 min | 9 (1+2+2+4)   | 37   |
| Kwak Han-sol               | 10 km Sprint         | 35:36,3 min | 2 (1+1)       | 47   |
| Kwak Han-sol               | 12,5 km Verfolgung   | DNS         | DNS           | DNS  |
| Mixed                      |                      |             |               |      |
| Cheon Su-ji Jeong Se-yeong | Single-Mixed-Staffel | LAP         | 1+6 (1+5 0+1) | 17   |

### Curling
| Wettbewerb   | Frauen | Männer |
| ------------ | --- | --- |
| Athleten     | Kang Bo-bae Kim Min-seo Shim Yu-jeong Kim Ji-soo Jeong Jae-hee                                                             | Lee Jae-beom Kim Hyo-jun Pyo Jeong-min Kim Eun-bin Kim Jin-hun                                                               |
| Gruppenphase | Großbritannien 6:3 Kanada 4:7 China 5:4 Italien 12:3 Polen 12:3 Norwegen 5:4 Vereinigte Staaten 6:4 Schweden 7:5 Japan 4:2 | Großbritannien 5:3 Italien 5:4 Schweiz 5:7 Kanada 2:5 Schweden 5:2 China 7:2 Norwegen 6:4 Ukraine 5:6 Vereinigte Staaten 3:6 |
| Halbfinale   | Norwegen 6:4 | ausgeschieden |
| Finale       | Japan 5:7 | ausgeschieden |
| Rang         | Silber | 5 |

### Eishockey
| Wettbewerb       | Männer |
| ---------------- | --- |
| Athleten         | Kim Hyung-Chan Jang Ga-ram Song Eun-suk Jeon Seung-min Park Jun-seo Kim Hyun-seo Kwon Min-jae Yang Jeong-won Cho Hyung-yeom Yoo Tae-woong Yoon Ji-han Moon Geon-oh Kim Hyun-seung Park Sang-jin Jeon Hyuk-jun Kim Moo-seong Lee Hyeon-ju Lee Yun-suk Jang Hee-gon Shin Dong-hyun Hwang Jae-ung Kim Chan-Young Choi Won-Young |
| Vorrunde         | Kanada 0:11 Kasachstan 1:7 Tschechien 1:5 Schweden 3:2 n,P, |
| Viertelfinale    | Vereinigte Staaten 3:12 |
| Spiel um Platz 7 | Japan 1:6 |
| Rang             | 8 |

### Eiskunstlauf
| Athleten       | Wettbewerbe | Kurzprogramm/ Rhythmustanz | Kurzprogramm/ Rhythmustanz | Kür    | Kür  | Gesamt | Gesamt |
| Athleten       | Wettbewerbe | Punkte                     | Rang                       | Punkte | Rang | Punkte | Rang   |
| -------------- | ----------- | -------------------------- | -------------------------- | ------ | ---- | ------ | ------ |
| Frauen         |             |                            |                            |        |      |        |        |
| Choi Da-bin    | Einzel      | 48,82                      | 13                         | 98,49  | 10   | 147,31 | 11     |
| Wi Seo-yeong   | Einzel      | 50,10                      | 12                         | 97,01  | 11   | 147,11 | 12     |
| Männer         |             |                            |                            |        |      |        |        |
| Cha Jun-hwan   | Einzel      | 82,40                      | 5                          | 182,54 | 2    | 264,94 | Bronze |
| Cha Young-hyun | Einzel      | 69,24                      | 11                         | 132,10 | 11   | 201,34 | 12     |
| Lee Sih-yeong  | Einzel      | 73,60                      | 7                          | 129,50 | 13   | 203,10 | 9      |

### Freestyle-Skiing
| Athleten       | Wettbewerbe | Qualifikation | Qualifikation | Finale | Finale | Rang |
| Athleten       | Wettbewerbe | Punkte        | Rang          | Punkte | Rang   | Rang |
| -------------- | ----------- | ------------- | ------------- | ------ | ------ | ---- |
| Männer         |             |               |               |        |        |      |
| Yoon Jong-hyon | Big Air     | 75,50         | 6             | 80,00  | 5      | 5    |
| Yoon Jong-hyon | Slopestyle  | 82,00         | 3             | 74,25  | 5      | 5    |

| Athleten      | Wettbewerbe | Qualifikation | Qualifikation | Finale        | Finale        | Finale        | Finale        | Rang |
| Athleten      | Wettbewerbe | Qualifikation | Qualifikation | Runde 1       | Runde 1       | Runde 2       | Runde 2       | Rang |
| Athleten      | Wettbewerbe | Punkte        | Rang          | Punkte        | Rang          | Punkte        | Rang          | Rang |
| ------------- | ----------- | ------------- | ------------- | ------------- | ------------- | ------------- | ------------- | ---- |
| Männer        |             |               |               |               |               |               |               |      |
| Baek Hyun-min | Moguls      | 62,46         | 18            | ausgeschieden | ausgeschieden | ausgeschieden | ausgeschieden | 18   |

| Athleten      | Wettbewerbe | Vorlauf | Vorlauf  | Gruppenphase | Gruppenphase | Halbfinale    | Halbfinale    | Finale        | Finale        | Rang |
| Athleten      | Wettbewerbe | Gegner  | Ergebnis | Punkte       | Rang         | Gegner        | Ergebnis      | Gegner        | Ergebnis      | Rang |
| ------------- | ----------- | ------- | -------- | ------------ | ------------ | ------------- | ------------- | ------------- | ------------- | ---- |
| Männer        |             |         |          |              |              |               |               |               |               |      |
| Baek Hyun-min | Dual Moguls | Damore  | 17:8     | 9            | 4            | ausgeschieden | ausgeschieden | ausgeschieden | ausgeschieden | =13  |

### Shorttrack
| Athleten | Wettbewerbe    | Qualifikation | Qualifikation | Vorlauf      | Vorlauf | Viertelfinale | Viertelfinale | Halbfinale    | Halbfinale    | Finale        | Finale        | Rang   |
| Athleten | Wettbewerbe    | Zeit          | Rang          | Zeit         | Rang    | Zeit          | Rang          | Zeit          | Rang          | Zeit          | Rang          | Rang   |
| --- | -------------- | ------------- | ------------- | ------------ | ------- | ------------- | ------------- | ------------- | ------------- | ------------- | ------------- | ------ |
| Frauen |                |               |               |              |         |               |               |               |               |               |               |        |
| Kim Geon-hee | 500 m          | —             | —             | NT           | NT      | ausgeschieden | ausgeschieden | ausgeschieden | ausgeschieden | ausgeschieden | ausgeschieden | 26     |
| Kim Geon-hee | 1000 m         | —             | —             | 1:34,416 min | 1       | 1:36,771 min  | 1             | PEN           | PEN           |               |               | 10     |
| Kim Geon-hee | 1500 m         | —             | —             | —            | —       | 2:53,489 min  | 1             | 2:30,072 min  | 2             | 2:38,302 min  | 3             | Bronze |
| Kim Gil-li | 500 m          | —             | —             | 44,607 s     | 1       | 44,327 s      | 1             | 44,314 s      | 1             | 44,717 s      | 1             | Gold   |
| Kim Gil-li | 1000 m         | —             | —             | 1:34,864 min | 1       | 1:33,869 min  | 1             | 1:32,246 min  | 1             | 1:31,559 min  | 1             | Gold   |
| Kim Gil-li | 1500 m         | —             | —             | —            | —       | 2:30,327 min  | 1             | 2:29,930 min  | 1             | 2:37,614 min  | 1             | Gold   |
| Seo Whi-min | 500 m          | —             | —             | 44,164 s     | 1       | 45,279 s      | 1             | 45,444 s      | 2             | 44,925 s      | 3             | Bronze |
| Seo Whi-min | 1000 m         | —             | —             | 1:35,903 min | 1       | 1:36,886 min  | 2             | 1:32,370 min  | 2             | 1:31,709 min  | 2             | Silber |
| Seo Whi-min | 1500 m         | —             | —             | —            | —       | 2:34,425 min  | 1             | 2:30,112 min  | 1             | 2:37,985 min  | 2             | Silber |
| Kim Geon-hee Seo Whi-min Lee Ji-a Kim Eun-seo (Halbfinale) Kim Gil-li (Finale) | 3000 m Staffel | —             | —             | —            | —       | —             | —             | 4:23,324 min  | 1             | 4:15,323 min  | 1             | Gold   |
| Männer |                |               |               |              |         |               |               |               |               |               |               |        |
| Bae Seo-chan | 500 m          | 42,103 s      | 1             | PEN          | PEN     | ausgeschieden | ausgeschieden | ausgeschieden | ausgeschieden | ausgeschieden | ausgeschieden | 27     |
| Bae Seo-chan | 1000 m         | 1:32,187 min  | 2             | 1:28,176 min | 1       | 1:27,824 min  | 1             | 1:26,916 min  | 2             | 1:29,699 min  | 2             | Silber |
| Bae Seo-chan | 1500 m         | —             | —             | —            | —       | 2:26,521 min  | 1             | 2:21,252 min  | 1             | 2:28,087 min  | 3             | Bronze |
| Kim Tae-sung | 500 m          | 42,426 s      | 1             | 40,912 s     | 1       | 40,671 s      | 1             | 40,777 s      | 1             | 40,865 s      | 1             | Gold   |
| Kim Tae-sung | 1000 m         | 1:29,956 min  | 1             | 1:27,051 min | 1       | 1:27,433 min  | 1             | 1:26,779 min  | 1             | 1:29,377 min  | 1             | Gold   |
| Kim Tae-sung | 1500 m         | —             | —             | —            | —       | 2:32,005 min  | 1             | 2:17,569 min  | 1             | 2:27,775 min  | 1             | Gold   |
| Lee Dong-hyun | 500 m          | 42,425 s      | 1             | 41,990 s     | 1       | 41,766 s      | 1             | 41,824 s      | 3             | 41,208 s      | 3             | Bronze |
| Lee Dong-hyun | 1000 m         | 1:27,796 min  | 1             | 1:32,362 min | 1       | 1:27,985 min  | 2             | 1:28,428 min  | 2             | 1:29,726 min  | 3             | Bronze |
| Lee Dong-hyun | 1500 m         | —             | —             | —            | —       | 2:22,072 min  | 1             | 2:18,094 min  | 2             | 2:27,948 min  | 2             | Silber |
| Kim Tae-sung Lee Jeong-min Shin Dong-min Lee Dong-hyun (Finale) Bae Seo-chan (Halbfinale)                                                                                             | 5000 m Staffel | —             | —             | —            | —       | —             | —             | 7:09,044 min  | 2             | 7:06,711 min  | 4             | 4      |
| Mixed |                |               |               |              |         |               |               |               |               |               |               |        |
| Kim Gil-li Kim Tae-sung Kim Geon-hee (Viertelfinale und Finale) Lee Dong-hyun (Viertelfinale und Finale) Bae Seo-chan (Viertel- und Halbfinale) Seo Whi-min (Viertel- und Halbfinale) | 2000 m Staffel | —             | —             | —            | —       | 2:43,932 min  | 1             | 2:42,991 min  | 1             | 2:44,042 min  | 1             | Gold   |

### Ski Alpin
| Athleten      | Wettbewerbe  | 1. Lauf     | 1. Lauf | 2. Lauf     | 2. Lauf | Gesamt      | Gesamt |
| Athleten      | Wettbewerbe  | Zeit        | Rang    | Zeit        | Rang    | Zeit        | Rang   |
| ------------- | ------------ | ----------- | ------- | ----------- | ------- | ----------- | ------ |
| Frauen        |              |             |         |             |         |             |        |
| Choi Tae-hee  | Riesenslalom | 1:07,55 min | 36      | 1:06,60 min | 31      | 2:14,15 min | 33     |
| Choi Tae-hee  | Slalom       | 41,70 s     | 29      | 40,07 s     | 25      | 1:21,77 min | 27     |
| Kang Shin-ji  | Riesenslalom | DNF         | DNF     | DNF         | DNF     | DNF         | DNF    |
| Kang Shin-ji  | Slalom       | DNF         | DNF     | DNF         | DNF     | DNF         | DNF    |
| Park Seo-yun  | Riesenslalom | 1:09,03 min | 45      | 1:08,81 min | 40      | 2:17,95 min | 40     |
| Park Seo-yun  | Slalom       | 44,98 s     | 44      | 43,93 s     | 40      | 1:28,91 min | 40     |
| Sim Chae-yeon | Riesenslalom | 1:12,51 min | 60      | 1:12,09 min | 52      | 2:24,60 min | 52     |
| Sim Chae-yeon | Slalom       | DNF         | DNF     | DNF         | DNF     | DNF         | DNF    |
| Männer        |              |             |         |             |         |             |        |
| Hur Do-hyun   | Riesenslalom | DNF         | DNF     | DNF         | DNF     | DNF         | DNF    |
| Hur Do-hyun   | Slalom       | 42,98 s     | 28      | DNF         | DNF     | DNF         | DNF    |
| Kim Geon-ho   | Riesenslalom | 1:08,56 min | 72      | DNF         | DNF     | DNF         | DNF    |
| Kim Geon-ho   | Slalom       | DNF         | DNF     | DNF         | DNF     | DNF         | DNF    |
| Ryu Geon-hwa  | Riesenslalom | 1:08,65 min | 73      | 1:07,75 min | 55      | 2:16,40 min | 60     |
| Ryu Geon-hwa  | Slalom       | DNF         | DNF     | DNF         | DNF     | DNF         | DNF    |
| Yu Si-wan     | Riesenslalom | 1:08,10 min | 71      | DNF         | DNF     | DNF         | DNF    |
| Yu Si-wan     | Slalom       | DNF         | DNF     | DNF         | DNF     | DNF         | DNF    |

| Athleten                                           | Wettbewerbe | Achtelfinale | Achtelfinale | Viertelfinale | Viertelfinale | Halbfinale    | Halbfinale    | Finale        | Finale        | Rang |
| Athleten                                           | Wettbewerbe | Gegner       | Punkte       | Gegner        | Punkte        | Gegner        | Punkte        | Gegner        | Punkte        | Rang |
| -------------------------------------------------- | ----------- | ------------ | ------------ | ------------- | ------------- | ------------- | ------------- | ------------- | ------------- | ---- |
| Mixed                                              |             |              |              |               |               |               |               |               |               |      |
| Choi Tae-hee Hur Do-hyun Park Seo-yun Ryu Geon-hwa | Mannschaft  | Österreich   | 1:3          | ausgeschieden | ausgeschieden | ausgeschieden | ausgeschieden | ausgeschieden | ausgeschieden | 9    |

### Skibergsteigen
| Athleten       | Wettbewerbe   | Qualifikation | Qualifikation | Vorlauf       | Vorlauf       | Halbfinale    | Halbfinale    | Finale        | Finale        | Rang |
| Athleten       | Wettbewerbe   | Zeit          | Rang          | Zeit          | Rang          | Zeit          | Rang          | Zeit          | Rang          | Rang |
| -------------- | ------------- | ------------- | ------------- | ------------- | ------------- | ------------- | ------------- | ------------- | ------------- | ---- |
| Männer         |               |               |               |               |               |               |               |               |               |      |
| Park Hyeon-jun | Sprint        | 6:24,76 min   | 31            | ausgeschieden | ausgeschieden | ausgeschieden | ausgeschieden | ausgeschieden | ausgeschieden | 31   |
| Park Hyeon-jun | Vertical Race | —             | —             | —             | —             | —             | —             | 22:23,9 min   | 25            | 25   |

### Skilanglauf
| Athleten                                               | Wettbewerbe                   | Zeit        | Rang |
| ------------------------------------------------------ | ----------------------------- | ----------- | ---- |
| Frauen                                                 |                               |             |      |
| Chae Ka-eun                                            | 10 km Freistil                | 36:17,5 min | 64   |
| Chae Ka-eun                                            | 20 km Massenstart klassisch   | DNF         | DNF  |
| Lim Ha-jin                                             | 10 km Freistil                | 33:53,0 min | 57   |
| Lim Ha-jin                                             | 20 km Massenstart klassisch   | 1:24:02,4 h | 29   |
| Männer                                                 |                               |             |      |
| Jeon Han-eul                                           | 10 km Freistil                | 28:48,7 min | 87   |
| Jeon Han-eul                                           | 20 km Massenstart klassisch   | DNF         | DNF  |
| Jeon Je-kyun                                           | 10 km Freistil                | 28:27,7 min | 81   |
| Jeon Je-kyun                                           | 20 km Massenstart klassisch   | 1:09:51,1 h | 59   |
| Jeon Sung-min                                          | 10 km Freistil                | 28:29,0 min | 82   |
| Jeon Sung-min                                          | 20 km Massenstart klassisch   | 1:08:15,9 h | 57   |
| Kim Jang-hoe                                           | 10 km Freistil                | 26:32,4 min | 51   |
| Kim Jang-hoe                                           | 20 km Massenstart klassisch   | 1:04:18,4 h | 47   |
| Kim Jin-hyeong                                         | 10 km Freistil                | 26:37,1 min | 54   |
| Kim Jin-hyeong                                         | 20 km Massenstart klassisch   | 1:01:40,0 h | 33   |
| Kim Jang-hoe Kim Jin-hyeong Jeon Je-kyun Jeon Sung-min | 4 × 7,5 km klassisch/Freistil | 1:21:33,2 h | 14   |

| Athleten                   | Wettbewerbe         | Qualifikation | Qualifikation | Viertelfinale | Viertelfinale | Halbfinale    | Halbfinale    | Finale        | Finale        | Rang |
| Athleten                   | Wettbewerbe         | Zeit          | Rang          | Zeit          | Rang          | Zeit          | Rang          | Zeit          | Rang          | Rang |
| -------------------------- | ------------------- | ------------- | ------------- | ------------- | ------------- | ------------- | ------------- | ------------- | ------------- | ---- |
| Frauen                     |                     |               |               |               |               |               |               |               |               |      |
| Chae Ka-eun                | Sprint klassisch    | 4:35,86 min   | 66            | ausgeschieden | ausgeschieden | ausgeschieden | ausgeschieden | ausgeschieden | ausgeschieden | 66   |
| Lim Ha-jin                 | Sprint klassisch    | 4:07,69 min   | 48            | ausgeschieden | ausgeschieden | ausgeschieden | ausgeschieden | ausgeschieden | ausgeschieden | 48   |
| Männer                     |                     |               |               |               |               |               |               |               |               |      |
| Jeon Han-eul               | Sprint klassisch    | 3:38,01 min   | 84            | ausgeschieden | ausgeschieden | ausgeschieden | ausgeschieden | ausgeschieden | ausgeschieden | 84   |
| Jeon Je-kyun               | Sprint klassisch    | 3:29,97 min   | 74            | ausgeschieden | ausgeschieden | ausgeschieden | ausgeschieden | ausgeschieden | ausgeschieden | 74   |
| Jeon Sung-min              | Sprint klassisch    | 3:40,06 min   | 85            | ausgeschieden | ausgeschieden | ausgeschieden | ausgeschieden | ausgeschieden | ausgeschieden | 85   |
| Kim Jang-hoe               | Sprint klassisch    | 3:17,45 min   | 55            | ausgeschieden | ausgeschieden | ausgeschieden | ausgeschieden | ausgeschieden | ausgeschieden | 55   |
| Kim Jin-hyeong             | Sprint klassisch    | 3:23,32 min   | 65            | ausgeschieden | ausgeschieden | ausgeschieden | ausgeschieden | ausgeschieden | ausgeschieden | 65   |
| Mixed                      |                     |               |               |               |               |               |               |               |               |      |
| Lim Ha-jin Kim Jang-hoe    | Teamsprint Freistil | 8:04,75 min   | 29            | —             | —             | —             | —             | ausgeschieden | ausgeschieden | 29   |
| Chae Ka-eun Kim Jin-hyeong | Teamsprint Freistil | 8:52,20 min   | 36            | —             | —             | —             | —             | ausgeschieden | ausgeschieden | 36   |

### Snowboard
| Athleten      | Wettbewerbe           | Qualifikation | Qualifikation | Achtelfinale  | Achtelfinale  | Viertelfinale | Viertelfinale | Halbfinale    | Halbfinale    | Finale/Platz 3 | Finale/Platz 3 | Rang   |
| Athleten      | Wettbewerbe           | Zeit          | Rang          | Gegner        | Zeit          | Gegner        | Zeit          | Gegner        | Zeit          | Gegner         | Zeit           | Rang   |
| ------------- | --------------------- | ------------- | ------------- | ------------- | ------------- | ------------- | ------------- | ------------- | ------------- | -------------- | -------------- | ------ |
| Männer        |                       |               |               |               |               |               |               |               |               |                |                |        |
| Kwon Yong-hwi | Parallel-Riesenslalom | 1:10,27 min   | 10            | Shimizu       | +1,61 s       | ausgeschieden | ausgeschieden | ausgeschieden | ausgeschieden | ausgeschieden  | ausgeschieden  | 11     |
| Kwon Yong-hwi | Parallel-Slalom       | 1:17,94 min   | 13            | Kraschniak    | +0,30 s       | ausgeschieden | ausgeschieden | ausgeschieden | ausgeschieden | ausgeschieden  | ausgeschieden  | 15     |
| Ma Jun-ho     | Parallel-Riesenslalom | 1:08,04 min   | 4             | Ding          | −0,97 s       | Kanematsu     | −0,33 s       | Kraschniak    | −0,06 s       | Samfirow       | +0,26 s        | Silber |
| Ma Jun-ho     | Parallel-Slalom       | DSQ           | 36            | ausgeschieden | ausgeschieden | ausgeschieden | ausgeschieden | ausgeschieden | ausgeschieden | ausgeschieden  | ausgeschieden  | 36     |
| Kil Geon-ho   | Parallel-Riesenslalom | 1:10,62 min   | 11            | Lantschner    | +0,27 s       | ausgeschieden | ausgeschieden | ausgeschieden | ausgeschieden | ausgeschieden  | ausgeschieden  | 12     |
| Kil Geon-ho   | Parallel-Slalom       | 1:14,62 min   | 6             | Bilous        | DSQ           | ausgeschieden | ausgeschieden | ausgeschieden | ausgeschieden | ausgeschieden  | ausgeschieden  | 11     |
| Park Ji-sung  | Parallel-Riesenslalom | 1:09,54 min   | 9             | Kraschniak    | +1,78 s       | Dorfmann      | +0,16 s       | ausgeschieden | ausgeschieden | ausgeschieden  | ausgeschieden  | 8      |
| Park Ji-sung  | Parallel-Slalom       | 1:19,22 min   | 15            | Burgstaller   | −0,16 s       | ausgeschieden | ausgeschieden | ausgeschieden | ausgeschieden | ausgeschieden  | ausgeschieden  | 10     |

| Athleten    | Wettbewerbe    | Platzierungsrunde | Platzierungsrunde | Vorläufe | Vorläufe | Halbfinale    | Finale        | Rang |
| Athleten    | Wettbewerbe    | Zeit              | Rang              | Punkte   | Rang     | Rang          | Rang          | Rang |
| ----------- | -------------- | ----------------- | ----------------- | -------- | -------- | ------------- | ------------- | ---- |
| Frauen      |                |                   |                   |          |          |               |               |      |
| Woo Su-been | Snowboardcross | 36,11 s           | 8                 | 11       | 10       | ausgeschieden | ausgeschieden | 10   |